# 2006-os labdarúgó-világbajnokság-selejtező (OFC)
A 2006-os labdarúgó-világbajnokság selejtezőjének OFC-zónájában összesen 12 ország versenyzett a 0,5 helyért. 
Az első fordulóban a 10 csapat két öt tagú csoportban mérkőzött egymással mindössze egy alkalommal. A két csoportgyőztes bejutott a második fordulóba, ahol minden csapat egy alkalommal játszott egymással. Ausztrália és Új-Zéland a második fordulóban csatlakozott a mezőnyhöz, ami a 2004-es OFC-nemzetek kupája is volt egyben. Az első két helyezett oda-visszavágós alapon megmérkőzött egymással és a győztes interkontinentális pótselejtezőt játszott a CONMEBOL-zóna ötödik helyezettjével a világbajnoki részvételért.

## Első forduló

### 1. csoport
Az összes mérkőzést Honiarában rendezték, a Salamon-szigeteken (UTC+11)
| Hely. | Csapat           | M | Gy | D | V | G+ | G– | Gk  | P  | Továbbjutás                              |   | Salamon-szigetek | Francia Polinézia | Franciaország | Tonga | Cook-szigetek |
| ----- | ---------------- | - | -- | - | - | -- | -- | --- | -- | ---------------------------------------- | - | ---------------- | ----------------- | ------------- | ----- | ------------- |
| 1.    | Salamon-szigetek | 4 | 3  | 1 | 0 | 14 | 1  | +13 | 10 | Kijutott a 2004-es OFC-nemzetek kupájára |   | —                | 1–1               | 2–0           | 6–0   | 5–0           |
| 2.    | Tahiti           | 4 | 2  | 2 | 0 | 5  | 1  | +4  | 8  | Kijutott a 2004-es OFC-nemzetek kupájára |   | —                | —                 | 0–0           | 2–0   | 2–0           |
| 3.    | Új-Kaledónia     | 4 | 2  | 1 | 1 | 16 | 2  | +14 | 7  |                                          |   | —                | —                 | —             | 8–0   | 8–0           |
| 4.    | Tonga            | 4 | 1  | 0 | 3 | 2  | 17 | −15 | 3  |                                          | — | —                | —                 | —             | 2–1   |               |
| 5.    | Cook-szigetek    | 4 | 0  | 0 | 4 | 1  | 17 | −16 | 0  |                                          | — | —                | —                 | —             | —     |               |

### 2. csoport
Az összes mérkőzést Apiában rendezték, Szamoán (UTC+13)
| Hely. | Csapat          | M | Gy | D | V | G+ | G– | Gk  | P  | Továbbjutás                              |     | Vanuatu | Fidzsi-szigetek | Pápua Új-Guinea | Szamoa | Amerikai Szamoa |
| ----- | --------------- | - | -- | - | - | -- | -- | --- | -- | ---------------------------------------- | --- | ------- | --------------- | --------------- | ------ | --------------- |
| 1.    | Vanuatu         | 4 | 3  | 1 | 0 | 16 | 2  | +14 | 10 | Kijutott a 2004-es OFC-nemzetek kupájára |     | —       | —               | —               | —      | —               |
| 2.    | Fidzsi-szigetek | 4 | 3  | 0 | 1 | 19 | 5  | +14 | 9  | Kijutott a 2004-es OFC-nemzetek kupájára |     | 0–3     | —               | 4–2             | —      | 11–0            |
| 3.    | Pápua Új-Guinea | 4 | 2  | 1 | 1 | 17 | 6  | +11 | 7  |                                          |     | 1–1     | —               | —               | —      | —               |
| 4.    | Szamoa          | 4 | 1  | 0 | 3 | 5  | 11 | −6  | 3  |                                          | 0–3 | 0–4     | 1–4             | —               | 4–0    |                 |
| 5.    | Amerikai Szamoa | 4 | 0  | 0 | 4 | 1  | 34 | −33 | 0  |                                          | 1–9 | —       | 0–10            | —               | —      |                 |

## Második forduló
| Hely. | Csapat           | M | Gy | D | V | G+ | G– | Gk  | P  | Továbbjutás        |     | Ausztrália (ország) | Salamon-szigetek | Új-Zéland | Fidzsi-szigetek | Francia Polinézia | Vanuatu |
| ----- | ---------------- | - | -- | - | - | -- | -- | --- | -- | ------------------ | --- | ------------------- | ---------------- | --------- | --------------- | ----------------- | ------- |
| 1.    | Ausztrália       | 5 | 4  | 1 | 0 | 21 | 3  | +18 | 13 | Bejutott a döntőbe |     | —                   | –                | 1–0       | 6–1             | 9–0               | –       |
| 2.    | Salamon-szigetek | 5 | 3  | 1 | 1 | 9  | 6  | +3  | 10 | Bejutott a döntőbe |     | 2–2                 | —                | –         | –               | –                 | –       |
| 3.    | Új-Zéland        | 5 | 3  | 0 | 2 | 17 | 5  | +12 | 9  |                    |     | –                   | 3–0              | —         | –               | 10–0              | –       |
| 4.    | Fidzsi-szigetek  | 5 | 1  | 1 | 3 | 3  | 10 | −7  | 4  |                    | –   | 1–2                 | 0–2              | —         | –               | 1–0               |         |
| 5.    | Tahiti           | 5 | 1  | 1 | 3 | 2  | 24 | −22 | 4  |                    | –   | 0–4                 | –                | 0–0       | —               | 2–1               |         |
| 6.    | Vanuatu          | 5 | 1  | 0 | 4 | 5  | 9  | −4  | 3  |                    | 0–3 | 0–1                 | 4–2              | –         | –               | —                 |         |

### Döntő
| 1. csapat        | Össz.Tooltip Aggregate score | 2. csapat  | 1. mérk. | 2. mérk. |
| ---------------- | ---------------------------- | ---------- | -------- | -------- |
| Salamon-szigetek | 1–11                         | Ausztrália | 1–9      | 1–2      |

## Harmadik forduló
| 1. csapat  | Össz.Tooltip Aggregate score | 2. csapat        | 1. mérk. | 2. mérk. |
| ---------- | ---------------------------- | ---------------- | -------- | -------- |
| Ausztrália | 9–1                          | Salamon-szigetek | 7–0      | 2–1      |

| 2005. szeptember 3. 19:30 UTC+10 |

| Ausztrália                                                                     | 7–0         | Salamon-szigetek |
| ------------------------------------------------------------------------------ | ----------- | ---------------- |
| Culina 20' Viduka 36' 43' Cahill 57' Chipperfield 64' Thompson 68' Emerton 89' | Jegyzőkönyv |                  |

| Sydney Labdarúgó Stadion, Sydney Nézőszám: 16 000 Játékvezető: Subkhiddin Mohd Salleh (maláj) |

| 2005. szeptember 6. 13:00 UTC+11 |

| Salamon-szigetek        | 1–2         | Ausztrália               |
| ----------------------- | ----------- | ------------------------ |
| Fa'arodo 49' (11-esből) | Jegyzőkönyv | Thompson 19' Emerton 58' |

| Lawson Tama Stadion, Honiara Nézőszám: 16 000 Játékvezető: Shamsul Maidin (szingapúri) |

Ausztrália 9–1-es összesítésben bejutott az OFC–CONMEBOL pótselejtezőbe.

## Interkontinentális pótselejtező
| 1. csapat | Össz.Tooltip Aggregate score | 2. csapat  | 1. mérk. | 2. mérk. |
| --------- | ---------------------------- | ---------- | -------- | -------- |
| Uruguay   | 1–1 (2–4 t.)                 | Ausztrália | 1–0      | 0–1      |